# Susanna Mälkki
Susanna Ulla Marjukka Mälkki, född 13 mars 1969, är en finländsk cellist och dirigent.
Mälkki är utbildad vid Sibelius-Akademin och har studerat för Jorma Panula och Leif Segerstam. Mellan 1995 och 1998 var hon stämledare i Göteborgssymfonikerna. Hon har dirigerat Berlinfilharmonikerna, Concertgebouw-orkestern, Philharmonia Orchestra, Wiens symfoniska orkester, Münchenfilharmonikerna, Birminghams symfoniorkester, Finska Radioorkestern, Sveriges Radios Symfoniorkester och Radio France filharmoniska orkester.
Susanna Mälkki invaldes som utländsk ledamot av Kungliga Musikaliska Akademien 2008, och som Fellow of the Royal Academy of Music 2010. År 2011 tilldelades hon Pro Finlandia-medaljen och 2023 fick hon SLS:s Paciuspriset.